# Orthezia argrimoniae
Orthezia argrimoniae är en insektsart som beskrevs av Shinji 1936. Orthezia argrimoniae ingår i släktet Orthezia och familjen vaxsköldlöss. Inga underarter finns listade i Catalogue of Life.